# 今福虎孝
今福 虎孝（いまふく とらたか）は、戦国時代の武将。甲斐武田氏家臣。今福長閑斎の嫡男。

## 経歴
はじめ武田信玄に仕え、永禄4年（1561年）の第4次川中島の戦いに参戦する。
元亀4年（1573年）4月の信玄の没後は勝頼に仕え、父の没後の天正9年（1581年）5月に家督を継ぎ、駿河久能城主となる。
天正10年（1582年）2月、織田信長・徳川家康連合軍による甲州征伐が始まると、久能城は徳川軍の攻撃を受けて降伏・開城する。追い詰められた虎孝は息子の善十郎と共に自刃した。